# امین الهندی
امین الهندی (عربی: أمين الهندي، زاده: ۱۹۴۰ – درگذشته: ۱۸ اوت ۲۰۱۰) در غزه متولد شد و از بدو تأسیس جنبش فتح در دستگاه امنیتی آن فعالیت‌های خود را شروع کرد و بنیان‌گذار تنها دستگاه امنیتی شناخته می‌شود.

## فعالیت‌ها
امین الهندی یکی از اولین سلول‌های دانشجویی جنبش فتح در آلمان بود و به‌طور مستقیم در عملیات معروف مونیخ شرکت داشت که در آن ۱۱ ورزشکار اسرائیلی در بازی‌های المپیک ۱۹۷۲ کشته شدند.
وی از زمان تأسیس دولت فلسطین در سال ۱۹۹۴ به عنوان رئیس سرویس اطلاعاتی فلسطین منصوب شده است. او نخستین مدیر اطلاعات و امنیت در سازمان ملی فلسطین است و در دهه ۱۹۶۰ به جنبش آزادیبخش ملی فلسطین (فتح) پیوست.
او در اتحادیه دانشجویی در قاهره فعالیت می‌کرد و پس از آن به عنوان دستیار امنیتی صلاح خلف (ابو ایاد) کار می‌کرد و پس از شهادت ابو ایاد، مسئول امنیتی متحد تا زمان ورود دولت فلسطین به میهن را بعهده گرفت.

## درگذشت
امین الهندی در ۱۸ اوت ۲۰۱۰ در پایتخت اردن پس از رنج بسیار از سرطان درگذشت.